# Platylabus atricornis
Platylabus atricornis är en stekelart som beskrevs av Maurice Pic 1926. Platylabus atricornis ingår i släktet Platylabus och familjen brokparasitsteklar. Inga underarter finns listade i Catalogue of Life.